# Eintracht Frankfurt 1976-1977
Questa voce raccoglie le informazioni riguardanti l'Eintracht Frankfurt nelle competizioni ufficiali della stagione 1976-1977.

## Stagione
Nella stagione 1976-1977 l'Eintracht Francoforte, allenato da Hans-Dieter Roos e Gyula Lóránt, concluse il campionato di Bundesliga al 4º posto. In Coppa di Germania l'Eintracht Francoforte fu eliminato ai quarti di finale dal Bayer Uerdingen.

## Rosa
| N. |                     | Ruolo | Calciatore           |
| -- | ------------------- | ----- | -------------------- |
|    | Germania (bandiera) | P     | Jupp Koitka          |
|    | Germania (bandiera) | P     | Günther Wienhold     |
|    | Germania (bandiera) | D     | Rainer Dörr          |
|    | Germania (bandiera) | D     | Charly Körbel        |
|    | Germania (bandiera) | D     | Helmut Müller        |
|    | Germania (bandiera) | D     | Willi Neuberger      |
|    | Germania (bandiera) | D     | Peter Reichel        |
|    | Germania (bandiera) | D     | Gerd Simons          |
|    | Serbia (bandiera)   | D     | Dragoslav Stepanović |
|    | Germania (bandiera) | D     | Gert Trinklein       |

| N. |                     | Ruolo | Calciatore       |
| -- | ------------------- | ----- | ---------------- |
|    | Germania (bandiera) | C     | Klaus Beverungen |
|    | Germania (bandiera) | C     | Jürgen Grabowski |
|    | Germania (bandiera) | C     | Wolfgang Kraus   |
|    | Germania (bandiera) | C     | Peter Krobbach   |
|    | Germania (bandiera) | C     | Bernd Nickel     |
|    | Germania (bandiera) | C     | Roland Weidle    |
|    | Germania (bandiera) | A     | Egon Bihn        |
|    | Germania (bandiera) | A     | Ronny Borchers   |
|    | Germania (bandiera) | A     | Bernd Hölzenbein |
|    | Germania (bandiera) | A     | Rüdiger Wenzel   |

## Organigramma societario
Area tecnica
- Allenatore: Gyula Lóránt
- Allenatore in seconda: Hans-Dieter Tippenhauer
- Preparatore dei portieri:
- Preparatori atletici:

## Calciomercato

### Sessione estiva
| Acquisti | Acquisti             | Acquisti          | Acquisti |
| R.       | Nome                 | da                | Modalità |
| -------- | -------------------- | ----------------- | -------- |
| D        | Dragoslav Stepanović | Stella Rossa      |          |
| A        | Egon Bihn            | Kickers Offenbach |          |

| Cessioni | Cessioni        | Cessioni     | Cessioni |
| R.       | Nome            | a            | Modalità |
| -------- | --------------- | ------------ | -------- |
| A        | Winfried Stradt | TeBe Berlino |          |
| A        | Bernd Lorenz    | Young Boys   |          |

### Sessione invernale
| Acquisti | Acquisti | Acquisti | Acquisti |
| R.       | Nome     | da       | Modalità |
| -------- | -------- | -------- | -------- |

| Cessioni | Cessioni | Cessioni | Cessioni |
| R.       | Nome     | a        | Modalità |
| -------- | -------- | -------- | -------- |

## Risultati

### Bundesliga

#### Girone di andata
| Arbitro: | Kindervater |

|                                     |           |          |
| Frank 17’, 82’ Neuberger 90’ (aut.) | Marcatori | 42’ Bihn |

| Arbitro: | Eschweiler |

|                                                                         |           |                |
| Hölzenbein 14’, 53’ (rig.), 70’ Nickel 31’ Kraus 37’, 79’ Grabowski 54’ | Marcatori | 61’ Berkemeier |

| Arbitro: | Linn |

|                          |           |  |
| van Gool 10’ Kösling 86’ | Marcatori |  |

| Arbitro: | Horstmann |

|                                                             |           |                                            |
| Kraus 48’ Nickel 59’ Grabowski 74’, 86’ Hölzenbein 75’, 89’ | Marcatori | 28’ Abramczik 29’ Kremers 82’ Lütkebohmert |

| Arbitro: | Waltert |

|                                                 |           |            |
| Steffenhagen 53’ Volkert 63’ (rig.) Reimann 82’ | Marcatori | 87’ Wenzel |

| Arbitro: | Hilker |

|                          |           |                   |
| Körbel 9’ Beverungen 45’ | Marcatori | 40’ (rig.) Traser |

| Arbitro: | Antz |

|                        |           |  |
| Trenkel 43’ Janzon 87’ | Marcatori |  |

| Arbitro: | Ohmsen |

|            |           |                                |
| Weidle 20’ | Marcatori | 35’, 52’ Simonsen 40’ Wittkamp |

| Arbitro: | Schröder |

|                                    |           |                                       |
| Jara 29’, 88’ Büssers 34’ Worm 80’ | Marcatori | 17’ Wenzel 47’ Bihn 68’ (rig.) Nickel |

| Arbitro: | Quindeau |

|                                   |           |                                   |
| Nickel 40’ (rig.), 73’ Wenzel 63’ | Marcatori | 7’, 90’ Kristensen 17’ Hermandung |

| Arbitro: | Gabor |

|                                  |           |            |
| Tenhagen 9’ Eggert 73’ Köper 79’ | Marcatori | 77’ Nickel |

| Arbitro: | Redelfs |

|           |           |                                             |
| Wenzel 6’ | Marcatori | 42’, 69’ Burgsmüller 53’ Kostedde 87’ Huber |

| Arbitro: | Engel |

|                     |           |                |
| Weist 4’ Bracht 49’ | Marcatori | 20’ Hölzenbein |

| Arbitro: | Eschweiler |

|                     |           |  |
| Hölzenbein 19’, 54’ | Marcatori |  |

| Arbitro: | Roth |

|                                |           |          |
| Hölzenbein 11’, 18’ Müller 88’ | Marcatori | 90’ Mill |

| Arbitro: | Horstmann |

|  |           |                                       |
|  | Marcatori | 30’ Nickel 74’ (rig.), 77’ Hölzenbein |

| Arbitro: | Biwersi |

|           |           |          |
| Kraus 30’ | Marcatori | 27’ Seel |

#### Girone di ritorno
| Arbitro: | Ahlenfelder |

|                                |           |  |
| Hölzenbein 12’ Wenzel 15’, 61’ | Marcatori |  |

| Arbitro: | Meuser |

|                  |           |            |
| Wendt 59’ (rig.) | Marcatori | 62’ Wenzel |

| Arbitro: | Jensen |

|                           |           |  |
| Wenzel 40’, 63’, 69’, 76’ | Marcatori |  |

| Arbitro: | Engel |

|              |           |                    |
| Rüssmann 50’ | Marcatori | 30’ (aut.) Kremers |

| Arbitro: | Antz |

|                           |           |             |
| Hölzenbein 55’ Wenzel 66’ | Marcatori | 26’ Volkert |

| Arbitro: | Hennig |

|                             |           |                              |
| Ellbracht 80’ Stegmayer 85’ | Marcatori | 31’ Grabowski 45’ Stepanović |

| Arbitro: | Wichmann |

|                                       |           |                              |
| Hölzenbein 37’, 56’ (rig.) Nickel 68’ | Marcatori | 39’ (rig.) Struth 73’ Janzon |

| Arbitro: | Linn |

|            |           |                                             |
| Hannes 90’ | Marcatori | 25’ Wenzel 60’ Stepanović 89’ (rig.) Nickel |

| Arbitro: | Lutz |

|                               |           |          |
| Hölzenbein 8’, 87’ Wenzel 89’ | Marcatori | 10’ Worm |

| Arbitro: | Jensen |

|                          |           |                               |
| Granitza 3’ Kliemann 26’ | Marcatori | 58’, 77’ Kraus 87’ Hölzenbein |

| Arbitro: | Redelfs |

|                      |           |                                |
| Nickel 15’ Kraus 44’ | Marcatori | 42’ Tenhagen 69’ (rig.) Lameck |

| Arbitro: | Gabor |

|                        |           |                           |
| Kostedde 5’ Segler 90’ | Marcatori | 28’ Wenzel 49’ Hölzenbein |

| Arbitro: | Kindervater |

|                                                                        |           |               |
| Kraus 5’, 52’ Wenzel 13’, 89’ Trinklein 61’ Reichel 65’ Hölzenbein 76’ | Marcatori | 42’ Meininger |

| Arbitro: | Eschweiler |

|                         |           |                     |
| Groh 28’ Toppmöller 43’ | Marcatori | 45’, 75’ Hölzenbein |

| Arbitro: | Lutz |

|                     |           |                                                                                |
| Hrubesch 90’ (rig.) | Marcatori | 19’ Kraus 31’ Neuberger 32’, 44’, 46’ Wenzel 42’ Hölzenbein 69’, 72’ Grabowski |

| Arbitro: | Walz |

|                           |           |                |
| Nickel 34’ Hölzenbein 52’ | Marcatori | 32’ Rummenigge |

| Arbitro: | Ohmsen |

|            |           |                              |
| Köhnen 78’ | Marcatori | 8’ Hölzenbein 76’ Beverungen |

### Coppa di Germania
| Arbitro: | Nickel |

|               |           |                                                        |
| Zweiacker 68’ | Marcatori | 5’, 36’ Wenzel 43’ Reichel 61’, 76’ Grabowski 89’ Bihn |

| Arbitro: | Schumann |

|                                                                                                   |           |                        |
| Nickel 17’ (rig.), 53’ Bihn 23’, 50’, 83’ Neuberger 35’, 87’ Wenzel 61’ Müller 76’ Stepanović 85’ | Marcatori | 54’ Winkler 80’ Schulz |

| Arbitro: | Waltert |

|                     |           |                                        |
| Weber 28’ Spohr 69’ | Marcatori | 37’ Grabowski 41’ Weidle 51’ Neuberger |

| Arbitro: | Hanschke |

|                           |           |                          |
| Fichtel 22’ Abramczik 44’ | Marcatori | 63’ Weidle 74’ Trinklein |

| Arbitro: | Linn |

|                                                    |           |                                    |
| Hölzenbein 9’ (rig.), 52’ Nickel 17’ Grabowski 71’ | Marcatori | 62’ Oblak 68’ Rüssmann 78’ Fischer |

| Arbitro: | Zuchantke |

|                                                        |           |                                     |
| Mattsson 23’, 90’ Funkel 84’ Wloka 94’ Hahn 104’, 120’ | Marcatori | 38’ Weidle 51’ Neuberger 69’ Nickel |

## Statistiche

### Statistiche di squadra
| Competizione      | Punti | In casa | In casa | In casa | In casa | In casa | In casa | In trasferta | In trasferta | In trasferta | In trasferta | In trasferta | In trasferta | Totale | Totale | Totale | Totale | Totale | Totale | DR  |
| Competizione      | Punti | G       | V       | N       | P       | Gf      | Gs      | G            | V            | N            | P            | Gf           | Gs           | G      | V      | N      | P      | Gf     | Gs     | DR  |
| ----------------- | ----- | ------- | ------- | ------- | ------- | ------- | ------- | ------------ | ------------ | ------------ | ------------ | ------------ | ------------ | ------ | ------ | ------ | ------ | ------ | ------ | --- |
| Bundesliga        | 42    | 17      | 12      | 3       | 2       | 52      | 25      | 17           | 5            | 5            | 7            | 34           | 32           | 34     | 17     | 8      | 9      | 86     | 57     | +29 |
| Coppa di Germania | -     | 2       | 2       | 0       | 0       | 14      | 5       | 4            | 2            | 1            | 1            | 14           | 11           | 6      | 4      | 1      | 1      | 28     | 16     | +12 |
| Totale            | 42    | 19      | 14      | 3       | 2       | 66      | 30      | 21           | 7            | 6            | 8            | 48           | 43           | 40     | 21     | 9      | 10     | 114    | 73     | +41 |

### Andamento in campionato
| Giornata  | 1  | 2 | 3  | 4 | 5  | 6 | 7  | 8  | 9  | 10 | 11 | 12 | 13 | 14 | 15 | 16 | 17 | 18 | 19 | 20 | 21 | 22 | 23 | 24 | 25 | 26 | 27 | 28 | 29 | 30 | 31 | 32 | 33 | 34 |
| --------- | -- | - | -- | - | -- | - | -- | -- | -- | -- | -- | -- | -- | -- | -- | -- | -- | -- | -- | -- | -- | -- | -- | -- | -- | -- | -- | -- | -- | -- | -- | -- | -- | -- |
| Luogo     | T  | C | T  | C | T  | C | T  | C  | T  | C  | T  | C  | T  | C  | C  | T  | C  | C  | T  | C  | T  | C  | T  | C  | T  | C  | T  | C  | T  | C  | T  | T  | C  | T  |
| Risultato | P  | V | P  | V | P  | V | P  | P  | P  | N  | P  | P  | P  | V  | V  | V  | N  | V  | N  | V  | N  | V  | N  | V  | V  | V  | V  | N  | N  | V  | N  | V  | V  | V  |
| Posizione | 16 | 7 | 12 | 7 | 12 | 7 | 11 | 11 | 14 | 12 | 14 | 16 | 16 | 16 | 14 | 14 | 13 | 13 | 12 | 12 | 11 | 7  | 9  | 7  | 5  | 5  | 5  | 4  | 5  | 4  | 4  | 4  | 4  | 4  |

Legenda:

Luogo: C = Casa; T = Trasferta. Risultato: V = Vittoria; N = Pareggio; P = Sconfitta.

### Statistiche dei giocatori
| Giocatore     | Bundesliga | Bundesliga | Bundesliga  | Bundesliga | Coppa di Germania | Coppa di Germania | Coppa di Germania | Coppa di Germania | Totale   | Totale | Totale      | Totale     |
| Giocatore     | Presenze   | Reti       | Ammonizioni | Espulsioni | Presenze          | Reti              | Ammonizioni       | Espulsioni        | Presenze | Reti   | Ammonizioni | Espulsioni |
| ------------- | ---------- | ---------- | ----------- | ---------- | ----------------- | ----------------- | ----------------- | ----------------- | -------- | ------ | ----------- | ---------- |
| K. Beverungen | 3          | 2          | 0           | 0          | 1                 | 0                 | 0                 | 0                 | 4        | 2      | 0           | 0          |
| E. Bihn       | 9          | 2          | 0           | 0          | 4                 | 4                 | 0                 | 0                 | 13       | 6      | 0           | 0          |
| R. Borchers   | 5          | 0          | 0           | 0          | 0                 | 0                 | 0                 | 0                 | 5        | 0      | 0           | 0          |
| R. Dörr       | 1          | 0          | 0           | 0          | 0                 | 0                 | 0                 | 0                 | 1        | 0      | 0           | 0          |
| J. Grabowski  | 34         | 6          | 6           | 0          | 6                 | 4                 | 0                 | 0                 | 40       | 10     | 6           | 0          |
| B. Hölzenbein | 30         | 26         | 1           | 0          | 5                 | 2                 | 0                 | 0                 | 35       | 28     | 1           | 0          |
| J. Koitka     | 31         | 0          | 0           | 0          | 6                 | 0                 | 0                 | 0                 | 37       | 0      | 0           | 0          |
| W. Kraus      | 29         | 10         | 2           | 0          | 6                 | 0                 | 0                 | 0                 | 35       | 10     | 2           | 0          |
| P. Krobbach   | 3          | 0          | 0           | 0          | 1                 | 0                 | 0                 | 0                 | 4        | 0      | 0           | 0          |
| C. Körbel     | 32         | 1          | 2           | 0          | 4                 | 0                 | 0                 | 0                 | 36       | 1      | 2           | 0          |
| H. Müller     | 17         | 1          | 0           | 0          | 1                 | 1                 | 0                 | 0                 | 18       | 2      | 0           | 0          |
| W. Neuberger  | 33         | 1          | 5           | 0          | 6                 | 4                 | 0                 | 0                 | 39       | 5      | 5           | 0          |
| B. Nickel     | 33         | 11         | 1           | 0          | 6                 | 4                 | 0                 | 0                 | 39       | 15     | 1           | 0          |
| P. Reichel    | 30         | 1          | 0           | 0          | 5                 | 1                 | 1                 | 0                 | 35       | 2      | 1           | 0          |
| G. Simons     | 3          | 0          | 0           | 0          | 1                 | 0                 | 0                 | 0                 | 4        | 0      | 0           | 0          |
| D. Stepanović | 20         | 2          | 2           | 0          | 5                 | 1                 | 1                 | 0                 | 25       | 3      | 3           | 0          |
| W. Stradt     | 2          | 0          | 0           | 0          | 1                 | 0                 | 0                 | 0                 | 3        | 0      | 0           | 0          |
| G. Trinklein  | 30         | 1          | 3           | 0          | 4                 | 1                 | 0                 | 0                 | 34       | 2      | 3           | 0          |
| R. Weidle     | 31         | 1          | 1           | 0          | 6                 | 3                 | 2                 | 0                 | 37       | 4      | 3           | 0          |
| R. Wenzel     | 34         | 20         | 2           | 0          | 5                 | 3                 | 1                 | 0                 | 39       | 23     | 3           | 0          |
| G. Wienhold   | 3          | 0          | 0           | 0          | 1                 | 0                 | 0                 | 0                 | 4        | 0      | 0           | 0          |